# (34999) 1978 VC3
1978 في سي 3 (ويعرف أيضًا باسم (34999) 1978 في سي 3 وفق تسمية الكوكب الصغير) (بالإنجليزية: 1978 VC3)‏ هو كويكب ضمن حزام الكويكبات؛ وترتيبه 34999 من حيث الاكتشاف.
اكتُشف هذا الجُرم الفلكي بواسطة شيلت جون بوبي في 7 نوفمبر 1978.

## وصلات خارجية
- (34999) 1978 VC3 في قاعدة بيانات مختبر الدفع النفاث لأجرام النظام الشمسي الصغيرة

- الاكتشاف · مخطط المدار ·  العناصر المدارية · المعلمات المادية

- (34999) 1978 VC3 على موقع ويكي سكاي: DSS2, SDSS, GALEX, IRAS, Hydrogen α, X-Ray, Astrophoto, Sky Map, Articles and images